# Mahadhammaraza Dipadi
Cette page contient des caractères spéciaux ou non latins. S’ils s’affichent mal (▯, ?, etc.), consultez la page d’aide Unicode.
Mahadhammaraza Dipadi (birman : မဟာဓမ္မရာဇာဓိပတိ, məhà dəma̯jàzà di̯pədi̯, juillet 1714 - 13 octobre 1754) fut le quinzième et dernier roi de la dynastie Taungû de Birmanie (Union du Myanmar). Fils du roi Taninganwe, il n'avait que 16 ans quand un groupe de nobles le choisit en novembre 1733 pour succéder à son père au détriment de princes plus expérimentés. Le royaume était déjà en plein déclin, et son inexpérience ne fit qu'accélérer les choses, jusqu'à la fin de la dynastie en 1752.

## La fin du royaume
Les armées de Manipur envahirent et pillèrent les territoires birmans en 1733, puis à nouveau en 1735. Elles ne réussirent cependant pas à traverser l'Irrawaddy.
Depuis le transfert de la capitale de Pégou à Ava par le roi Thalun en 1635, Pégou était devenue le centre de ralliement du renouveau môn. Les gouverneurs birmans y étaient détestés pour leur administration fiscale lourdement corrompue. Un d'eux profita de l'affaiblissement du royaume après les invasions de Manipur pour se révolter et se proclamer roi de Pégou en 1740. Les Môns, refusant d'avoir un roi birman, se soulevèrent et le tuèrent. Mahadhammaraza Dipadi installa alors un de ses oncles pour le remplacer.
Cependant les Môns ne se calmèrent pas et tuèrent d'autres administrateurs birmans. Mahadhammaraza Dipadi, furieux, ordonna de les massacrer. Les Shans Gwe (shans déportés à Pégou par le roi Bayinnaung (1551-1581)) saisirent l'occasion pour se révolter eux-mêmes. Aidés par les Môns, les armées shans prirent Pégou en 1740. Un moine d'origine shan fut proclamé Gwe Min, roi de Pégou.
Les Môns poussèrent leur nouveau roi à pratiquer une politique expansionniste pour rétablir le royaume d'Hanthawaddy. Ses armées envahirent Prome et Ava mais échouèrent à prendre Taungû. Thatominkaung, roi de Prome et frère de Mahadhammaraza Dipadi, lança une attaque vers le Sud et s'empara de Syriam, mais fut bientôt repoussé et Prome tomba finalement aux mains des môns en 1745. Ceux-ci essayèrent ensuite en vain de reprendre Ava.
Peu après, le roi de Pégou abdiqua en faveur de son premier ministre, un autre noble shan du nom de Binnya Dala. En 1750, les Qing envoyèrent des troupes pour aider Mahadhammaraza Dipadi, mais elles furent vaincues par les Môns.
Les deux belligérants ne réussirent pas à se départager avant 1751, lorsque le prince héritier de Pégou, frère de Binnya Tala, remonta l'Irrawaddy et mit le siège devant Sagaing et Ava avec des troupes mônes et shan. Ava tomba en 1752 et Mahadhammaraza Dipadi fut emmené captif à Pégou. Il fut exécuté deux ans plus tard, le 13 octobre 1754, après la défaite mône de Kyaukmyaung, par crainte d'une rébellion.